# Naczęsławice
Naczęsławice [pronunciación en polaco: /nat͡ʂɛ̃swaˈvit͡sɛ/] (en alemán: Groß Nimsdorf) es un pueblo en el distrito administrativo de Gmina Pawłowiczki, dentro del Distrito de Kędzierzyn-Koźle, Voivodato de Opole, en el suroeste de Polonia. Se encuentra a unos 10 kilómetros al noroeste de Pawłowiczki, 20 kilómetros al oeste de Kędzierzyn-Koźle, y 41 kilómetros al sur de la capital regional Opole.
El pueblo tiene una población de 515 habitantes.